# Terňa
Terňa (bis 1927 auch „Trnia“; ungarisch Ternye) ist eine Gemeinde im Osten der Slowakei mit 1340 Einwohnern (Stand 31. Dezember 2024) im Okres Prešov, einem Teil des Prešovský kraj, und wird zur traditionellen Landschaft Šariš gezählt.

## Geographie

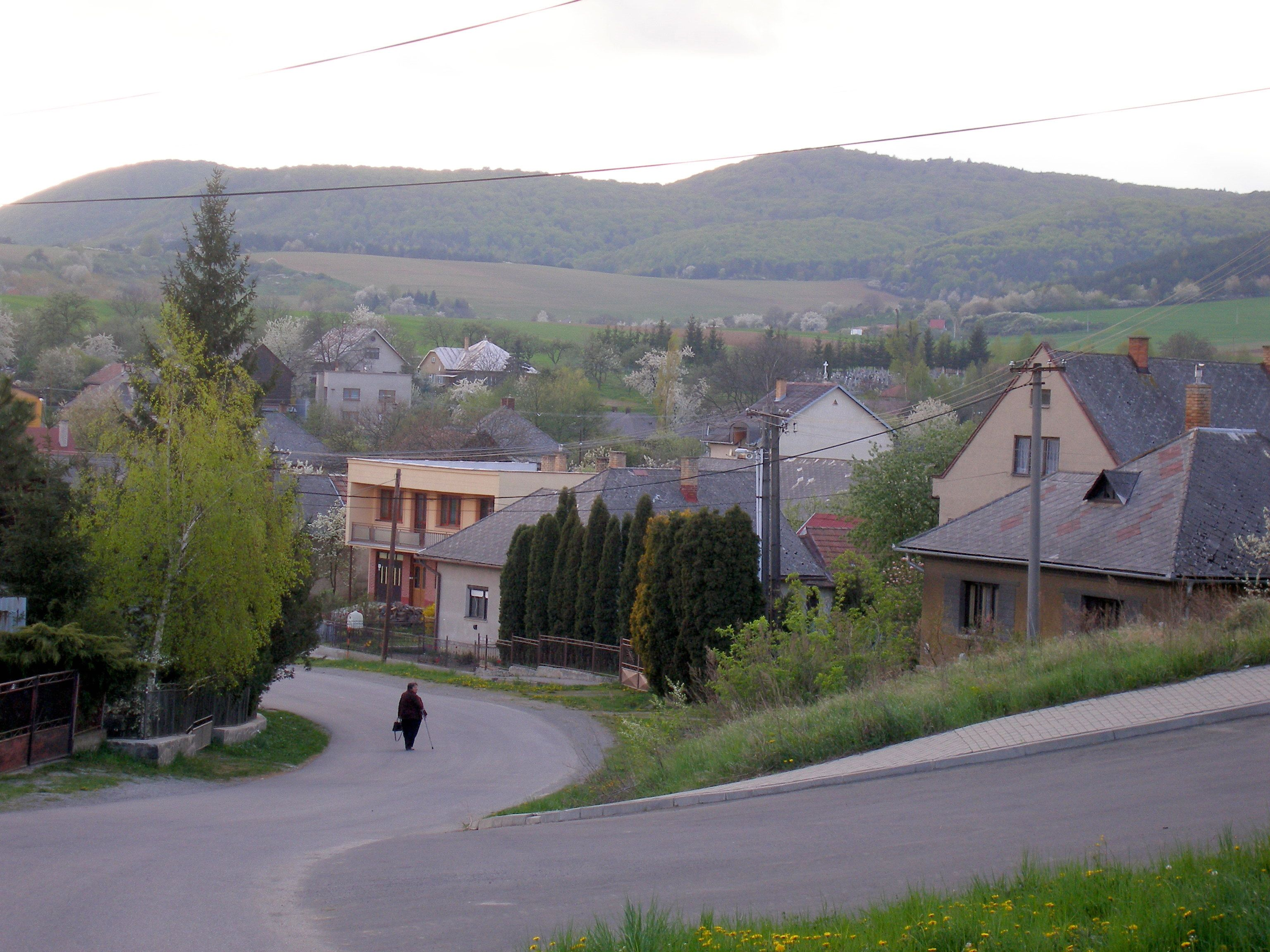
Straßenblick in Terňa

Die Gemeinde befindet sich an der Grenze zweier geomorphologischer Einheiten und zwar des Berglands Spišsko-šarišské medzihorie sowie des Vorgebirges Beskydské predhorie und reicht im Norden bis zum Gebirge Čergov. Sie wird vom Bach Ternianka durchflossen, der zum Flusssystem Sekčov gehört. Das Gemeindegebiet ist in Nord-Süd-Richtung langgezogen. Das Ortszentrum liegt auf einer Höhe von 380 m n.m. und ist 17 Kilometer von Prešov entfernt.
Zur Gemeinde gehören auch die Gemeindeteile Babin Potok und Hradisko (beide 1991 eingemeindet).
Nachbargemeinden sind Hertník, Fričkovce und Osikov im Norden, Geraltov im Nordosten, Malý Slivník und Veľký Slivník im Osten, Záhradné im Südosten, Fintice im Süden, Gregorovce im Südwesten, Hubošovce und Bodovce im Westen und Olejníkov im Nordwesten.

## Geschichte

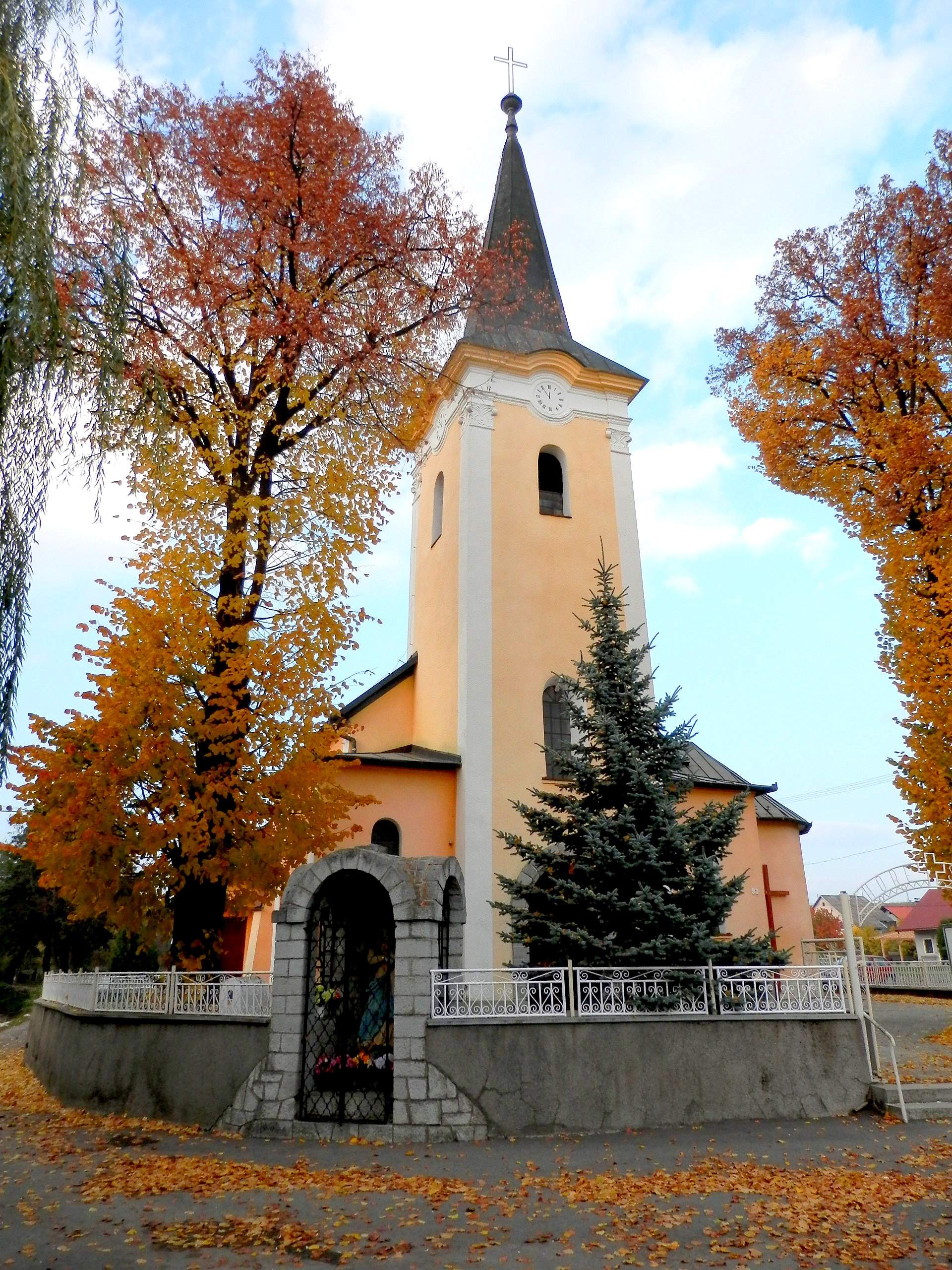
Römisch-katholische Kirche

Der Ort wurde zum ersten Mal 1259 als Therne schriftlich erwähnt und war 1312 Sitz eines der Zweige des Geschlechts Tekul. 1427 sind in einem Steuerverzeichnis insgesamt 27 Porta verzeichnet, verteilt auf Orte Therne, Alsoterne und Felsoterne. Seit dem 15. Jahrhundert war Terňa im Besitz der Familien Terney, Kálnássy, Gombos sowie anderen Familien des niederen Adels, im 19. Jahrhundert Bornemissa. 1787 hatte die Ortschaft 63 Häuser und 513 Einwohner, 1828 zählte man 101 Einwohner und 767 Einwohner, die von Landwirtschaft und Obstbau lebten; im 19. Jahrhundert gab es einen Steinbruch. In der zweiten Hälfte des 19. Jahrhunderts wanderten viele Einwohner aus.
Bis 1918 gehörte der im Komitat Scharosch liegende Ort zum Königreich Ungarn und kam danach zur Tschechoslowakei beziehungsweise heute Slowakei.

## Bevölkerung
| Jahr                | 1994 | 2004    | 2014     | 2024    |
| ------------------- | ---- | ------- | -------- | ------- |
| Anzahl der Personen | 983  | 1075    | 1234     | 1340    |
| Unterschied         |      | +9,35 % | +14,79 % | +8,58 % |

| Jahr                | 2023 | 2024    |
| ------------------- | ---- | ------- |
| Anzahl der Personen | 1335 | 1340    |
| Unterschied         |      | +0,37 % |

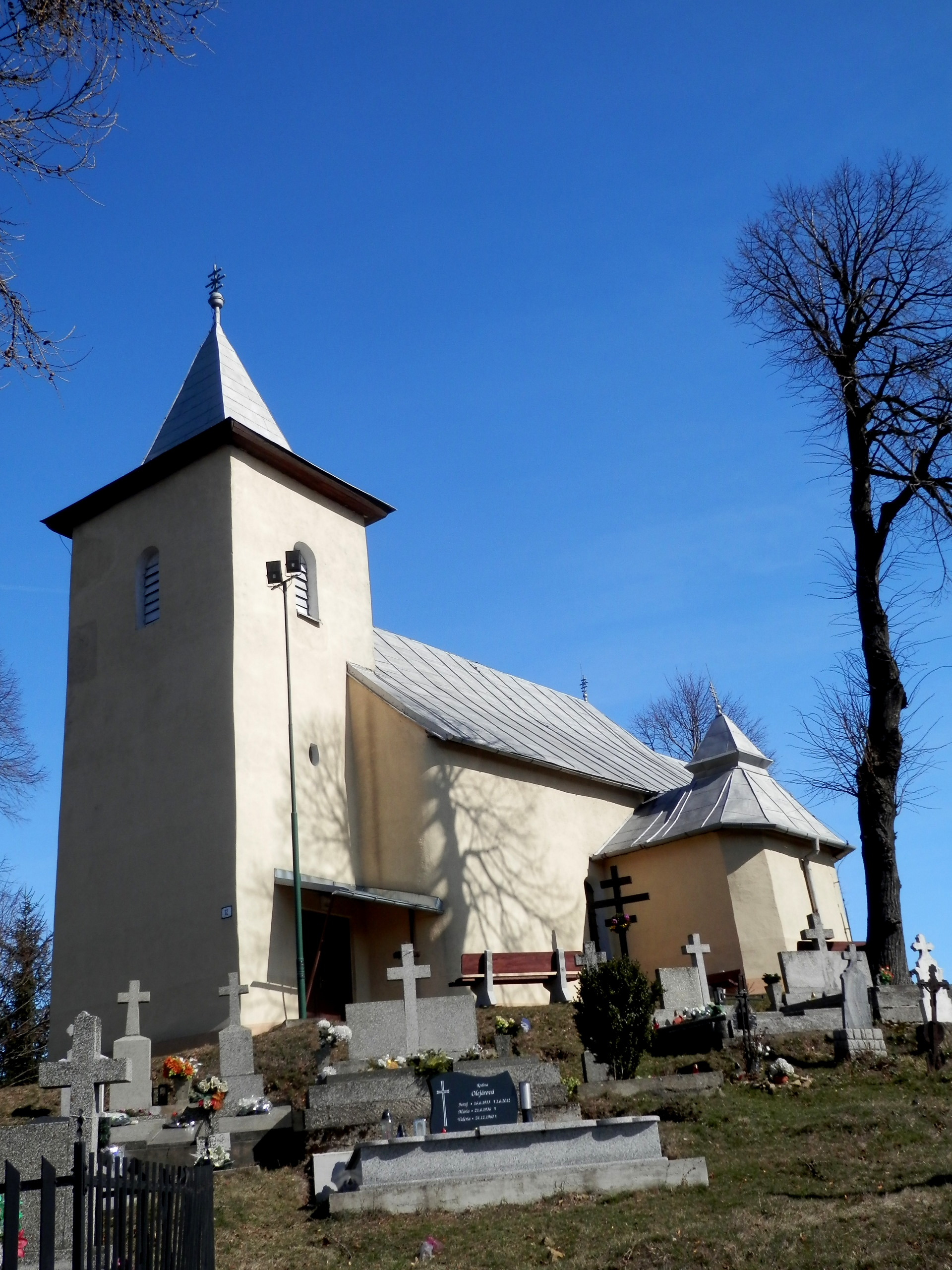
Griechisch-katholische Kirche in Hradisko

Nach der Volkszählung 2011 wohnten in Terňa 1149 Einwohner, davon 1126 Slowaken, vier Tschechen und ein Roma; ein Einwohner gab eine andere Ethnie an. 17 Einwohner machten diesbezüglich keine Angabe. 1054 Einwohner bekannten sich zur römisch-katholischen Kirche, 50 Einwohner zur griechisch-katholischen Kirche, sieben Einwohner zur evangelischen Kirche A. B. und ein Einwohner zur tschechoslowakischen hussitischen Kirche; vier Einwohner bekannten sich zu einer anderen Konfession. 13 Einwohner waren konfessionslos und bei 20 Einwohnern wurde die Konfession nicht ermittelt.

## Bauwerke
- römisch-katholische Katharina-von-Alexandrien-Kirche aus dem Jahr 1332, 1736 erneuert und erweitert
- griechisch-katholische Entschlafung-der-Gottesgebärerin-Kirche aus den 1770er Jahren (Ortsteil Hradisko)
- Landschloss, ursprünglich im Renaissance-Stil im 17. Jahrhundert errichtet, in der zweiten Hälfte des 19. Jahrhunderts im Rokokostil neu gestaltet
- ländliches Adelshaus im klassizistischen Stil aus der ersten Hälfte des 19. Jahrhunderts

## Persönlichkeiten
- Gabriel Splényi von Miháldy (1734–1818), k. k. Feldmarschall-Lieutenant, Kommandeur des Maria-Theresia-Ordens, Inhaber des Infanterie-Regiments No.51 und wirklicher Geheimer Rat